# Pontus Tidemand

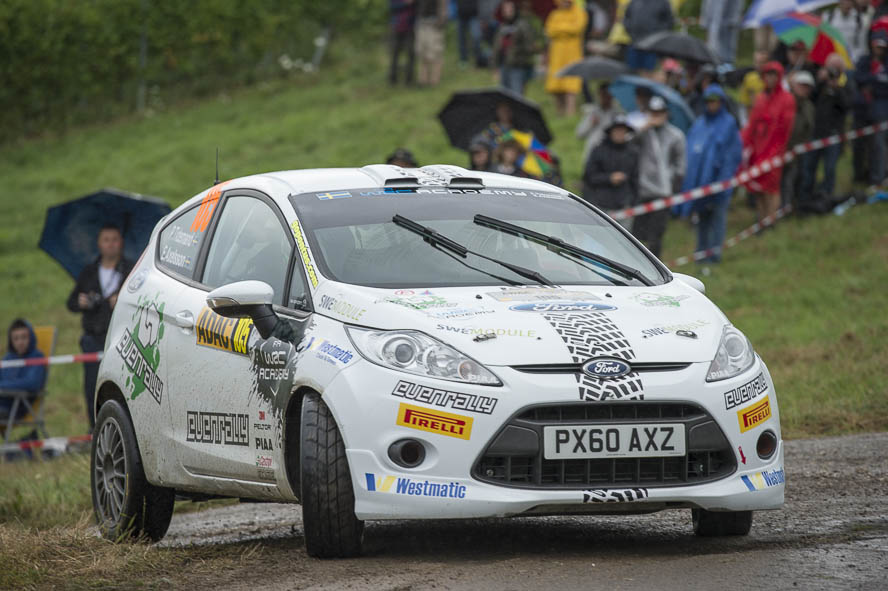
Pontus Tidemand podczas Rajdu Niemiec 2012.

Pontus Tidemand (ur. 10 grudnia 1990 w Charlotteberg w gminie Eda) – szwedzki kierowca rajdowy.
W sezonie 2012 w Rajdowych Mistrzostwach Świata w klasie Junior WRC (WRC Academy) zdobył trzecie miejsce, a w sezonie 2013 w klasie Junior WRC zdobył pierwsze miejsce wygrywając trzy rajdy w swojej klasie.

## Starty wWRC2
| Sezon | Zespół           | Samochód                       | 1      | 2       | 3      | 4         | 5         | 6      | 7      | 8         | 9         | 10        | 11        | 12        | 13              | 14        | 15 | 16 | Punkty | Miejsce |
| ----- | ---------------- | ------------------------------ | ------ | ------- | ------ | --------- | --------- | ------ | ------ | --------- | --------- | --------- | --------- | --------- | --------------- | --------- | -- | -- | ------ | ------- |
| 2014  | Pontus Tidemand  | Ford Fiesta R5                 | Monako | Szwecja | Meksyk | 3         | Argentyna | Włochy | Polska | Finlandia | 1         | Australia | 4         | Hiszpania | Wielka Brytania |           |    |    | 52     | 7.      |
| 2015  | Škoda Motorsport | Škoda Fabia R5 Ford Fiesta RRC | Monako | 5       | Meksyk | Argentyna | 3         | Włochy | 2      | 2         | Niemcy    | Australia | NU        | 1         | NW              |           |    |    | 86     | 4.      |
| 2016  | Škoda Motorsport | Škoda Fabia R5                 | Monako | 2       | Meksyk | Argentyna | 1         | Włochy | 7      | NU        | Niemcy    |           | Francja   | 2         | 2               | Australia |    |    | 85     | 5.      |
| 2017  | Škoda Motorsport | Škoda Fabia R5                 | Monako | 1       | 1      | Francja   | 1         | 1      | Włochy | 2         | Finlandia | 3         | Hiszpania | 1         | Australia       |           |    |    | 143    | 1.      |
| 2018  | Škoda Motorsport | Škoda Fabia R5                 | Monako | 2       | 1      | Francja   | 1         | 1      | Włochy | Finlandia | Niemcy    | NU        | 2         | Hiszpania | Australia       |           |    |    | 111    | 2.      |
| 2020  | Škoda Motorsport | Škoda Fabia R5                 | Monako | 3       | 1      | 3         | 1         | 1      | 2      |           |           |           |           |           |                 |           |    |    | 108    | 2.      |